# Leshan
Leshan (cinese: 乐山; pinyin: Lèshān) è una città-prefettura della Cina nella provincia del Sichuan.